# Fonds de solidarité prioritaire
Pour les articles homonymes, voir FSP.
Le Fonds de solidarité prioritaire (FSP) est l’instrument de l’aide-projet du ministère des Affaires étrangères français.
Issu de la réforme du dispositif de la coopération française, il remplace le fonds d’aide et de coopération. Il a pour vocation de financer, par dons uniquement, l’appui apporté par le ministère des Affaires étrangères aux pays de la zone de solidarité prioritaire (ZSP) en matière de développement institutionnel, social, culturel et de recherche.